# Огродзона (Пйотрковський повіт)
Огродзона (пол. Ogrodzona) — село в Польщі, у гміні Ленки-Шляхецькі Пйотрковського повіту Лодзинського воєводства.
Населення — 195 осіб (2011).
У 1975-1998 роках село належало до Пйотрковського воєводства.

## Демографія
Демографічна структура станом на 31 березня 2011 року:
|          | Загалом | Допрацездатний вік | Працездатний вік | Постпрацездатний вік |
| -------- | ------- | ------------------ | ---------------- | -------------------- |
| Чоловіки | 103     | 27                 | 63               | 13                   |
| Жінки    | 92      | 17                 | 50               | 25                   |
| Разом    | 195     | 44                 | 113              | 38                   |